# 董鼎山
董鼎山（1922年—2015年12月19日），美国文学家、翻译家、文学评论家。紐約市立大學荣休教授。曾任《紐約時報》書評人。

## 生平
1922年，董鼎山生于浙江宁波。后赴上海进学。1945年，毕业于上海圣约翰大学英国文学系。大学毕业后任《申报》实习记者。后任《东南日报》新闻编辑。
1947年，赴美国留学。先后獲美国密蘇裡大學新聞學碩士，哥倫比亞大學碩士学位。曾为《紐約時報》等美国报纸写書評和專論版撰稿人。后于纽约市立大学图书馆任资料部主任，紐約市立大學教授。
2015年2月21日，宣告封笔，同年12月19日上午，在纽约一家康复中心因心脏猝死去世。

## 荣誉
- 2000年：紐約國際文化學術活動中心頒予其“終身成就獎”[2]
- 有“中美文學大使”的美称[1][2]

## 家庭
- 妻瑞典籍白人，有一女
- 弟為著名翻译家董乐山[5]

## 代表著作
各种著作二十余种。
- 《天下真小》
- 《西窗拾葉》
- 《紐約客閑話》
- 《董鼎山文集》（二册）
- 《留美三十年》
- 《美国作家与小说诗歌文学作品》
- 《第三种读书》
- 《纽约文化扫描》
- 《自己的视角》
- 《纽约客闲话》
- 《美国梦的另一面》